# Természetrajz
A természetrajz közismert tudományterület és iskolai tantárgy volt a 18. és 19. században. A természetrajz „természetbúvár” szemléletű, tehát megfigyelésen alapuló ismereteket foglalt össze az alábbi területeken:
- Embertan
- Állattan
- Növénytan
- Ásványtan és kőzettan

A 20. század a kísérletes tudományok felvirágzását hozta, ekkor a természetrajz szó kissé kiment a divatból. A hazai természetrajzi múzeumok sorra felvették a „természettudományi” nevet, noha a kémia, a fizika és a természettudományok más fontos ágai sosem kaptak helyet a falaik között. Ilyen, valójában természetrajzi szemléletű hazai múzeumok pl. a Magyar Természettudományi Múzeum, a Bakonyi Természettudományi Múzeum, vagy a pécsi Természettudományi Múzeum. A hasonló múzeumoknak hazánkban és a világban egyaránt kiemelkedő jelentősége van pl. a biodiverzitás kutatásában.
Az elmúlt egy-két évtized azonban hazánkban is az iskolai természetrajz-oktatás reneszánszát hozta, csak a tantárgyat már korszerűen környezetismeretnek nevezik.
A latin historia naturalis nyomán sok európai nyelv „a természet történetéről” beszél, pl. az angolban: natural history. Csakhogy a historia szó az ókorban nem a múlt feltárását jelentette, hanem általában a dolgok tanulmányozását. A historia naturalis tehát nem a természeti folyamatok időbeli története, hanem tárgyainak megismerése és leírása volt. Ezért téves volna mindezt „természettörténet”-nek fordítani.